# أناسي كينيا
أناسي كينيا أو إنسان كينيا (بالإنجليزية: Kenyanthropus)‏ هي مستحاثة شبيهة بالبشر تعود إلى 3.5 إلى 3.2 مليون سنة مضت (العصر البليوسيني) اكتشفت في بحيرة تركانا في كينيا سنة 1999 بواسطة جستس ايروس ضمن فريق «ميف ليكي». رجحت ليكي ان المستحاثة تمثل جنس البشراناوات مختلف تماما بينما يصنفها اخرون على أنها نوع منفصل من الأسترالوبيثكس وال أسترالوبيثكس بلاتيوبس وهناك من يوصفها ضمن الأوسترالوبيثيكوس أفارينيسيس.

## الوصف وأصل التسمية
أُطلق اسم «كينيانثروبس بلاتيوبس» على هذا النوع لعدة أسباب: أقتُرح اسم جنس «كينيانثروبس» ليخص الأشكال البشرية العديدة المكتشفة في كينيا، تلك النتائج التي لعبت دورًا مهمًا في فهم تطور البشر. أما اسم «بلاتيوبس platyops» فهو مشتق من الكلمات الإغريقية: «بلاتوس platus» والتي تعني كلمة «مسطح أو مستوي»، و«أوبسيس opsis» والتي تعني «يبدو أو يظهر»، لتعكس تلك التسمية الوجه المسطح المستوي لجمجمة الحفرية.
أدى اكتشاف الحفريات إلى توقع التشعب التكيفي المدفوع بالحمية، وهو ما يحدث عندما تتشعب بعض الأنواع لإشباع الاحتياجات الإيكولوجية، وهذا يُعزى إلى الحقيقة القائلة أن معظم الأنواع الجديدة من الأسترالوبيثكس والبشر الآخرين اكتُشف أنهم عاصروا أو عاشوا قبل أوسترالوبيثيكوس أفارينيسيس. يشير ذلك إلى أن الأنواع كانت أكثر تنوعًا في الماضي عن ما كنا نعتقد. وحتى مع الاكتشافات عن الجماجم، فإن حميتهم لازالت غير معروفة في ذلك الوقت. كما لا يوجد دليل على الثقافة المادية أو أي شيء يؤدي إلى التكيفات السلوكية أو نمط الحياة المكتشف في ذلك الوقت.
اقتُرحت عدة جوانب من البيئة التي ربما عاشوا فيها، بناءً على الاختبارات والمقارنات مع الحيوانات الأخرى التي عاشت في تلك الفترة. يُعتقد أنهم عاشوا في بيئة متنوعة، احتوت على الأراضي العشبية ومناطق مكسوة بالغابات. ثمة اختلاف في ذلك عن قريبه أوسترالوبيثيكوس أفارينيسيس، والذي وجدت حفرياته في مناطق مثل ليتولي وتنزانيا وإثيوبيا والحادار، حيث يُعتقد أنه عاش هناك لبعض الوقت بين الأشجار.

## مواقع التنقيب
```
عام 1999، قادت ميف ليكي رحلة استكشافية في كينيا للبحث عن الحفريات، كانت تلك الرحلة الثانية من نوعها في هذه المنطقة. كانت الرحلة الأولى في عام 1998 حيث اكتُشف النوع الموازي لإنسان كينيا، وكانت حفريته هي كي إن إم-دبليو تي 38350 (KNM-WT 38350). ثم بدأوا بالتنقيب الذي أدى إلى اكتشاف العديد من عينات الحفريات البشرية البارزة، وكان هذا الموقع الفريد هو بحيرة توركانا. اكتشف عضو الفريق جاستوس إيروس جمجمة في موقع ناتشوكو في لوميكاوي، وهي منطقة ذات تركيب جيولوجي خاص بجانب البحيرة. شمل العدد الإجمالي من الحفريات المستخرجة من الرحلتين الاستكشافيتين في المواقع الكبرى عظمة صدغية وثلاث فكوك سفلية جزئية، وفكين علويين جزئيين، و44 سنًا، لكن القطعة التي أُثارت البحث العلمي عن غيرها هي الجمجمة المسماة كي إن إم- دبليو تي 40000 (KNM-WT 40000)، وذلك بسبب اكتمالها النسبي. كان لتلك الجمجمة العديد من الصفات المرئية قبل العينات الأخرى، إلا أن هذه التشكيلة من الصفات لم يرها أحد من قبل، مما جعل العلماء يدركون أن تلك الجمجمة تخص نوعًا جديدًا.
[
2
]
[
3
]
[
4
]
```

جُمعت كي إن إم- دبليو تي 40000 والعظام الأخرى من أحجار الطين المظلمة، والتي احتوت على حصوات بركانية وكربونات الكالسيوم المتحجرة. يبلغ عمر تلك الحفرية 3.53 مليون سنة. وحفرية كي إن إم-دبليو تي 38341 يبلغ عمرها 3.53 مليون سنة. وجدت العينات الأخرى في مواقع مختلفة ويتراوح عمرها حول 3.3 مليون سنة. كان موقع الأحجار الطينية يقع بالقرب من بحيرة ضحلة، مما يقترح أن البشر عاشوا بالقرب من الأنهار والبحيرات.

## التصنيف
كانت العينة كي إن إم-دبليو تي 40000 هي النوع الذي بُني عليه الوصف والتسمية الخاصة بهذا النوع.
تفيد حفريات إنسان كينيا بأن البشر كانوا متنوعين تصنيفيًّا خلال العصر البليوسيني الوسيط. أعاد اكتشاف هذه الحفرية تأريخ بعض الفكوك غير البارزة إلى أزمنة أقدم مما كان يُعتقد سابقًا. كان التركيب الوجهي لإنسان كينيا وصفاته المشتقة مختلفين تمامًا عن بارانثروبس، حيث شمل الاختلاف كل السمات الجمجمية تقريبًا. يبطل ذلك كل الأسباب الداعمة لتصنيف الجمجمة الجديدة مع جنس البارانثروبس، إلا إذا كان هناك مبرر لربطه بالنسخة السابقة من البارانثروبس بصورة ما. مازال هناك اعتقاد أن الاختلافات في تركيب الجمجمة واسعة للغاية مما لا يجعل احتمالية هذا التصنيف قائمة. يُظهر إنسان كينيا أيضًا العديد من الاختلافات عن جنس الهومو، وكذلك عن الأرديبيتيكوس، فلا يترك لنا ذلك سوى الأسترالوبيثكس. يتشابه التركيب الجمجمي لإنسان كينيا في بعض التشابهات مع الأسترالوبيثكس، مثل حجم الدماغ وأجزاء من المناطق الأنفية والصدغية وتحت الحجاجية، لكن الاختلافات تفوق التشابهات كثيرًا، مما يدعم أنه نوع جديد.
ولأنها كانت تمتلك ضروسًا أصغر في الزمن الذي تواجدت به، ربما ينبغي استبدال الأصنوفة الأخت السابقة للإنسان الحديث، بريانثروبس أفارينيسيس، بإنسان كينيا. كما يُعاد تصنيف العينات المتشظية، والتي كان هناك بعض المشاكل في تصنيفها، لنرى ما إذا كانت تتلائم مع إنسان كينيا.

## المورفولوجيا
فحص إنسان كينيا كولارد وود (2001)، ووجِد أنه يحتوي على نمطين من السمات يمكن وضعهما تحت فئتين باسم الفئة التقليدية والفئة الجمجمية القياسية. تمثل الصفات الجمجمية القياسية قياسات خطية معدلة حسب الحجم بين العلامات المعيارية الجمجمية. بينما تمثل السمات التقليدية تلك المستخدمة بصورة شائعة في الدراسات النظامية حول القردة العليا والبشر. يمكن أن تكون تلك السمات كمية أو نوعية. جاء تصنيف كينيانثروبس بلاتيوبس بسبب مورفولوجيا الفك العلوي المستوي والمنطقة تحت الأنفية المستوية ونتوء الوجنة الأمامي والضروس الصغيرة. بعبارة أخرى، كان لكينيانثروبس ضروس صغيرة ووجه مستوي يشبه تشريحيًّا الإنسان الحديث. من الصفات الأخرى للكينيانثروبس أسنانه ذات المينا السميك والتجويف الأنفي المنحدر وعمق الفك السفلي المتوسط.

## المسار التطوري
بالرغم من أنه من الصعوبة بمكان أن نتعرف بدقة على المسار التطوري للقردة العليا، تزداد المعرفة عنهم يومًا بعد يوم. كما هو موضح في الصورة عن شجرة العائلة التطورية للقردة العليا كان كينيانثروبس بلاتيوبس معروفًا سابقًا كواحد من القردة العليا العتيقة حتى اكتشاف حفريات كينيا عام 1999. في الواقع، لقد جعل إنسان كينيا المسار التطوري للقردة العليا أكثر إرباكًا، بسبب حقيقة أن هناك أنواعًا محددة تمثل نوعًا وجنسًا جديدًا. ولكن بعد اكتشاف الحفرية في كينيا، انتشر المفهوم الذي يفيد بأن كينيانثروبس بلاتيوبس كان واحدًا من الأنواع المبكرة، وعاش في نفس زمن أوسترالوبيثيكوس أفارينيسيس. بعد اكتشاف جمجمة إنسان كينيا، انتقل السلف المشترك من أوسترالوبيثيكوس أفارينيسيس إلى إنسان كينيا.